# ストイシャとムラデン
『ストイシャとムラデン』（セルビア語: Стојша и Младен, Stojša i Mladen）は、セルビア（旧ユーゴスラビア）の民話である。

## 物語
昔とある所に王がいた。3人の王女を大事に育てていたが、適齢期になった彼女達に、初めて屋外に出ることを許したところ、輪舞を踊り始めた彼女達は突然起こったつむじ風にさらわれた。捜索したがついに王女達は見つからず、王は悲しみの余り亡くなった。身重だった女王は間もなく男子を生んだ。その子が勇者ストイシャである。ストイシャは18歳の時に女王から姉達の事を聞くと、姉達が手に巻きつけていたのと同じハンカチを目印に持ち、父の形見の武器を携えて捜索の旅に出た。
ストイシャがある町に着くと1人の婦人がハンカチに反応した。長姉は竜の領土であるこの国の宮殿に王女として暮らしており、ストイシャを宮殿に案内した。帰宅した竜にストイシャは戦いを挑み、打ち倒したが命は取らなかった。義理の兄でもある竜はストイシャをもてなし、次姉のいる竜の宮殿への行き方を教えた。次の宮殿でもストイシャは竜を打ち倒したが命は取らず、竜からのもてなしを受け、末姉のいる宮殿への行き方を教えられた。次の宮殿でもここでもストイシャは竜を打ち倒したが命は取らず、竜からのもてなしを受けた。
さて、ストイシャは3番目の宮殿の敷地内で深い穴を見つけた。それは、しばしば国に攻め込んでくる竜の帝王から3匹の竜が逃れるための穴だった。3匹の竜は先制攻撃ができないと聞き、ストイシャは自分で帝王を倒すことにした。
ストイシャが竜の帝王の宮殿に着くと、宮殿の一番高い所に兎を見つけた。門番が言うには、誰かがこの兎を獲ろうとすると、兎は自分で自分を鍋の具材として調理してしまい、その人物は帝王に首を刎ねられるのだという。そう聞いたストイシャが兎を獲ろうとしたところ、兎は直ちに自分を調理してしまった。
竜の帝王が怒ってストイシャに襲いかかって来たが、どちらも強く、なかなか決着がつかない。ストイシャが竜に名前を尋ねると、竜は末男を意味するムラデンだと名乗った。ともに末っ子という立場だと判明した2人は戦いをやめ、義兄弟として助け合うことを約束する。
ストイシャは3匹の竜を倒すことをムラデンにもちかけた。3匹の竜は軍勢を整えてストイシャとムラデンを迎え撃ったが、ストイシャ達は軍勢を蹴散らし、穴に逃げ込んだ3匹の竜も焼き殺した。3匹の竜の領土はムラデンが治めることとなった。ストイシャは姉達を連れ、3匹の竜の残した財宝を持って帰国し、その後は父母を継いで帝王となって国を治めた。

## 民話の採録
この民話を採取し出版したのはセルビア人学者ヴーク・ステファノヴィッチ・カラジッチ（セルビア語: Вук Стефановић Караџић, 1787年-1864年）である。19世紀初頭のトルコの支配下においてヴークはセルビアの民謡と民話の収集に力を入れる。ヴークの『セルビアの民話』の1853年版によるとこの「ストイシャとムラデン」は1829年にグルーヨ・メハンジッチという人物から採録したとしている。ヴークは青年期からセルビアの民話を収集し出版し続け、後年の出版ほど民話集の量は増えていく。「ストイシャとムラデン」はヴークの1853年版『セルビアの民話』に収録され、日本においては田中一生が1980年に日本語共訳本を刊行している。